# Oppomorus purpureocinctus
Oppomorus purpureocinctus is een slakkensoort uit de familie van de Muricidae. De wetenschappelijke naam van de soort is voor het eerst geldig gepubliceerd in 1909 door Preston.